# إدوارد السابع ملك المملكة المتحدة
إدوارد السابع (بالإنجليزية: Edward VII) (ألبرت إدوارد؛ 9 نوفمبر 1841 - 6 مايو 1910)، ملك المملكة المتحدة، ملك دول الكومنولث وإمبراطور الهند.
هو ابن الملكة فيكتوريا وأول عاهل من بيت ساكس-كوبورغ، الذي غير تسميته ابنه الملك جورج الخامس إلى بيت وندسور .
وشغل قبل اعتلائه العرش منصب ولي العهد وأمير ويلز لمدة أطول من أسلافه
تزامن العهد الإدواردي (والذي سمي باسمه) مع طفرة تكنولوجية واجتماعية هامة تمثلت أساسا بظهور الطيران وصعود الاشتراكية . ولعب إدوارد السابع دورا هاما في تحديث الأسطول البريطاني الداخلي وإصلاح الخدمات الطبية للجيش البريطاني وإعادة تنظيم الجيش أثر حرب البوير الثانية كما عمل على تعزيز العلاقات بين بريطانيا العظمى والبلدان الأوروبية الأخرى وخاصة فرنسا حتى أصبح يسمى "صانع السلام"

## الفترات المبكرة من حياته وتعليمه
ولد إدوارد في الساعة العاشرة وثمان وأربعون دقيقة من صباح التاسع من نوفمبر 1841 في قصر باكينغهام وكان أكبر أبناء الملكة فيكتوريا من زوجها الأمير ألبرت وتم تعميده باسم ألبرت إدوارد في كنيسة القديس جورج في قلعة وينسدور
وباعتباره الابن الأكبر للعرش البريطاني كان آليا دوقا لكورنوال ودوقا لروثيساي منذ ولادته . وباعتباره ابنا للأمير ألبرت كان أيضا أمير ساكس بورغ ودوقا لسكسونيا وأصبح أميرا لويلز
الملكة فيكتوريا والأمير ألبرت قررا أن ابنهما يجب أن يتلقى تعليماً يجعل منه ملكاً دستورياً نموذجياً . وفي سن السابعة خضع إدوارد لنظام تعليمي صارم وضع من قبل والده شخصيا وأشرف عليه العديد من المدرسين والعلماء ولكن على العكس من أخته فيكتوريا . لم يتفوق الأمير إدوارد كثيرا . وكثيرا ما حاول أن يلبي توقعات والديه لكن دون جدوى
بعد رحلة تعليمية إلى روما في الأشهر الأولى من سنة 1859 قضى كامل الصيف يدرس في جامعة إدنبرة تحت إشراف ليون بلاي فير إلى جانب مدرسين آخرين . ثم درس في جامعة كامبريدج على يد أستاذ التاريخ تشارلز كينغسلي الذي ترك بصمة واضحة في ثقافة إدوارد السابع

## زواجه وأبنائه
تزوج من أكبر ابنة للملك الدنماركي كرستيان التاسع الأميرة إلكسندرا من الدنمارك (الملكة إلكساندرا) وأنجبا:
- الأمير ألبرت فيكتور: ولد في تاريخ 8 يناير 1864 وتوفي في 14 يناير 1892، كان خاطباً للأميرة ماري من تيك لكنه توفي فتزوجت هي بأخيه جورج.
- ولي العهد الأمير جورج (الملك جورج الخامس بعد ذلك).
- الأميرة لويز الأميرة الملكية: ولدت في 20 فبراير 1867 وتوفيت في 4 يناير 1931 تزوجت من ألكسندر داف دوق فيف وانجبت منه: أليستر وألكسندرا ومود.
- الأميرة فيكتوريا: ولدت في 6 يوليو 1868 وتوفيت في 3 ديسمبر 1935 لم تتزوج قط.
- الأميرة مود: ولدت في في 26 نوفمبر 1869 وتوفيت في 20 نوفمبر 1938 تزوجت من هاكون السابع ملك النرويج فأصبحت ملكة النرويج ، وهي جدة الملك الحالي هارلد الخامس.
- الأمير ألكسندر جون: ولد 6 أبريل 1871 وتوفي بعد يوم واحد من ولادته.

أصغر أبناء ابنة الملك جورج الخامس أيضاً حمل اسم جون، ولأنهما توفيا صغيرين ومريضين لذلك العائلة الملكية ترفض اسم جون بحجة إنه اسم جالب للنحس، ديانا أميرة ويلز كانت تريد أن تطلق اسم جون على ابنها الأكبر ويليام تيمناً بأبيها ايرل سبنسر لكن الملكة إليزابيث الثانية والأمير تشارلز رفضا.

## ولي العهد
خلال فترة ترمّل الملكة فيكتوريا، كان إدوارد رائدًا في فكرة الظهور العام للملك بحسب مفهوم اليوم — على سبيل المثال، أطلق مشروع جسر التايمز في عام 1871، ونفق ميرسي في عام 1886، وجسر البرج في عام 1894 — ولكن والدته لم تسمح بأن يكون له دور فعال في تسيير شؤون البلاد حتى عام 1898. عند إرسال ملخصات لوثائق حكومية مهمة، رفضت منحه حق الوصول إلى النسخ الأصلية. أزعج إدوارد والدته، التي فضّلت الألمان، بالانحياز إلى الدنمارك في قضية شليسفيغ هولشتاين في عام 1864 وفي نفس العام أزعجها مرة أخرى ببذل جهد خاص لمقابلة جوزيبي غاريبالدي، الجنرال الإيطالي، والوطني، والجمهوري، الذي كان قائدا في حركة توحيد إيطاليا. منذ عام 1886، أرسل له رئيس الوزراء الليبرالي وليام إيوارت جلادستون أوراقًا سرية، كما أرسل له وزير الخارجية اللورد روزبيري أوراقًا من وزارة الخارجية، وابتداء من عام 1892 فُتحَت له بعض أوراق مجلس الوزراء.
في عام 1870، تعزّزت المشاعر الجمهورية في بريطانيا عندما هُزم الإمبراطور الفرنسي نابليون الثالث في الحرب الفرنسية البروسية وإعلان الجمهورية الفرنسية الثالثة. ومع ذلك، في شتاء عام 1871، تحسنت شعبية إدوارد لدى الجمهور وكذلك علاقته بوالدته. أثناء إقامته في لوندسبورو لودغ، بالقرب من سكاربورو، شمال يوركشاير، أصيب إدوارد بحمى التيفوئيد، وهو المرض الذي يعتقد أنه قتل والده، لكنه شفي منه. كان هناك قلق وطني كبير، وتوفي أحد زملائه الضيوف (اللورد تشيسترفيلد). استوعب إدوارد السياسيين من جميع الأحزاب، بما في ذلك الجمهوريون، وعاملهم كأصدقائه، وبالتالي بدّد إلى حد كبير أي مشاعر سيئة متبقية ضده.
في 26 سبتمبر من عام 1875، انطلق إدوارد إلى الهند في جولة مكثفة استمرت ثمانية أشهر؛ في طريقه، زار مالطا وبرينديزي واليونان. وأشار مستشاروه إلى عادته في معاملة جميع الناس بمساواة، بغض النظر عن مركزهم الاجتماعي أو عرقهم. اشتكى من معاملة المسؤولين البريطانيين للهنود الأصليين، وقال: نظرًا لأن الرجل له وجه ذو لون غامق ودين مختلف عن ديننا، فلا يوجد سبب لوجوب معاملته على أنه سيئ. عاد إلى إنجلترا في 11 مايو 1876، بعد توقفه في البرتغال. في نهاية الجولة، حصلت الملكة فيكتوريا على لقب إمبراطورة الهند من قبل البرلمان، ويرجع ذلك جزئيًا إلى نجاح الجولة.
كان إدوارد راعيًا للفنون والعلوم وساعد في تأسيس الكلية الملكية للموسيقى. افتتح الكلية في عام 1883. استمتع بالمقامرة والرياضات الريفية وكان صيادًا متحمسًا. كما أنشأ ملعب للغولف في وندسور. بحلول السبعينيات من القرن التاسع عشر، كان الملك المستقبلي قد أبدى اهتمامًا شديدًا بسباق الخيل. في عام 1896، فاز حصانه برسيمون بكل من ديربي ستيكس وسانت ليغر ستيكس. في عام 1900، فاز الخيل، جوبيلي، بخمسة سباقات (ديربي، سانت ليغير، 2000 غينيز ستيكس، نيوماركت ستيكس وإكليبس ستيكس) وفاز خيل آخر من خيول إدوارد، أمبوش الثاني، بالجائزة الوطنية الكبرى.
في عام 1891، تورط إدوارد في فضيحة قمار، عندما كُشفَ عن أنه شارك في لعبة ورق غير قانونية مقابل المال في العام السابق. أُجبر الأمير على المثول كشاهد في المحكمة للمرة الثانية عندما رفع أحد المشاركين دعوى قضائية ضد زملائه اللاعبين بتهمة التشهير بعد اتهامه بالغش. في نفس العام، كان إدوارد متورطًا في صراع شخصي، عندما هدد اللورد تشارلز بيريسفورد بالكشف عن تفاصيل حياة إدوارد الخاصة للصحافة، احتجاجًا على تدخل إدوارد في علاقة بيريسفورد مع ديزي غريفيل، كونتيسة وارويك. تضررت الصداقة بين الرجلين بشكل لا رجعة فيه، واستمرت كذلك لبقية حياتهما.
في أواخر عام 1891، كان ألبرت فيكتور، الابن الأكبر لإدوارد، مخطوب للأميرة فيكتوريا ماري. بعد أسابيع قليلة، في أوائل عام 1892، توفي ألبرت فيكتور بالالتهاب الرئوي. كان إدوارد حزينًا. كتب: أن نفقد ابننا الأكبر، هي إحدى تلك المصائب التي لا يمكن للمرء أن يتغلب عليها حقًا. قال إدوارد للملكة فيكتوريا: [كنت] سأضحي بحياتي من أجله. كان ألبرت فيكتور ثاني طفل يموت لإدوارد. في عام 1871، توفي ابنه الأصغر، ألكسندر جون، بعد 24 ساعة فقط من ولادته. كان إدوارد قد أصر على وضع ألكسندر جون في نعش والدموع تنهمر على خديه.
في طريقه إلى الدنمارك عبر بلجيكا في 4 أبريل 1900، كان إدوارد ضحية لمحاولة اغتيال عندما أطلق عليه جان بابتيست سيبيدو البالغ من العمر خمسة عشر عامًا النار احتجاجًا على حرب البوير الثانية. على الرغم من أنه مذنب بشكل واضح، إلا أن المحكمة البلجيكية أطلقت سراحه لأنه كان دون السن القانونية. أدى التراخي الملحوظ من السلطات البلجيكية، إلى جانب الاشمئزاز البريطاني من الفظائع البلجيكية في الكونغو، إلى تفاقم العلاقات الضعيفة بالفعل بين المملكة المتحدة والقارة. ومع ذلك، في السنوات العشر التالية، ساعدت محبة إدوارد وشعبيته، بالإضافة إلى استخدامه للعلاقات الأسرية، بريطانيا في بناء تحالفات أوروبية.

## تولّي العرش
عندما توفيت الملكة فيكتوريا في 22 يناير 1901، أصبح إدوارد ملك المملكة المتحدة، وإمبراطورًا للهند وملك السيادة البريطانية. اختار أن يحكم تحت اسم إدوارد السابع، بدلًا من ألبرت إدوارد — وهو الاسم الذي كانت والدته ترغب أن يستخدمه — مُعلنًا أنه لا يرغب في التقليل من قيمة اسم ألبرت ومن مكانته. يتذكر جي بي بريستلي: كنت طفلًا فقط عندما خلف إدوارد والدته فيكتوريا في عام 1901، لكن يمكنني أن أشهد على شعبيته غير العادية. لقد كان في الواقع أكثر ملوك إنجلترا شهرة منذ ستينيات القرن السادس عشر.
تبرّع إدوارد بمنزل والديه، أوزبورن في جزيرة وايت، إلى الولاية واستمر في العيش في ساندرينغهام. أُديرت الشؤون المالية لإدوارد باقتدار من قبل السير دايتون بروبين، المراقب المالي للأسرة، واستفاد من نصائح أصدقاء إدوارد الممولين، وبعضهم من اليهود، مثل إرنست كاسل وموريس دي هيرش وعائلة روتشيلد. في وقت انتشرت فيه معاداة السامية على نطاق واسع، تعرّض إدوارد لانتقادات بسبب اختلاطه مع اليهود علانية.
كان من المقرر في الأصل تتويج إدوارد في 26 يونيو 1902. لكنه تُوّج في وستمنستر في 9 أغسطس 1902 من قبل رئيس أساقفة كانتربري البالغ من العمر 80 عامًا، فريدريك تمبل، الذي توفي بعد أربعة أشهر فقط.
قام إدوارد بتجديد القصور الملكية، وأعاد تقديم الاحتفالات التقليدية، مثل افتتاح الدولة للبرلمان، التي كانت والدته قد تخلت عنها، وأسس تكريمًا جديدًا، مثل وسام الاستحقاق، للاعتراف بالمساهمات في الفنون والعلوم. في عام 1902، زار شاه بلاد فارس مظفر الدين إنجلترا متوقعًا الحصول على وسام. رفض الملك منح الشرف للشاه لأن الأمر كان من المفترض أن يكون في هديته الشخصية وكان وزير الخارجية، اللورد لانسداون، قد وعد به دون موافقته. كما اعترض على إدخال مسلم في رتبة الفروسية المسيحية. هدد رفضه بإلحاق الضرر بالمحاولات البريطانية لكسب النفوذ في بلاد فارس، لكن إدوارد استاء من محاولات وزرائه للحد من سلطاته التقليدية. في النهاية، رضخ وأرسلت بريطانيا وفدًا خاصًا إلى الشاه في العام التالي.

## وفاته
توفي عام 1910 بعد تسع سنوات من توليه العرش، وخلفه على العرش ابنه الملك جورج الخامس. ، بسبب حبه للطعام، وشراهته في التدخين، إذ كان يستهلك أكثر من 20 سيجارة، و 12 سيجارًا يوميًا.

## روابط خارجية
- إدوارد السابع ملك المملكة المتحدة على موقع الموسوعة البريطانية (الإنجليزية)
- إدوارد السابع ملك المملكة المتحدة على موقع إن إن دي بي (الإنجليزية)
- إدوارد السابع ملك المملكة المتحدة على موقع أوليمبيديا (الإنجليزية)

| سبقه فيكتوريا | ملك بريطانيا وإمبراطور الهند 1901 - 1910 | تبعه جورج الخامس |